# اليعربية (أعزاز)
اليعربية قرية سوريّة تتبع إداريّاً لمحافظة حلب منطقة أعزاز ناحية صوران، بلغ تعداد سكانها 552 نسمة حسب التعداد السكاني لعام 2004.